# Crisotriclinio

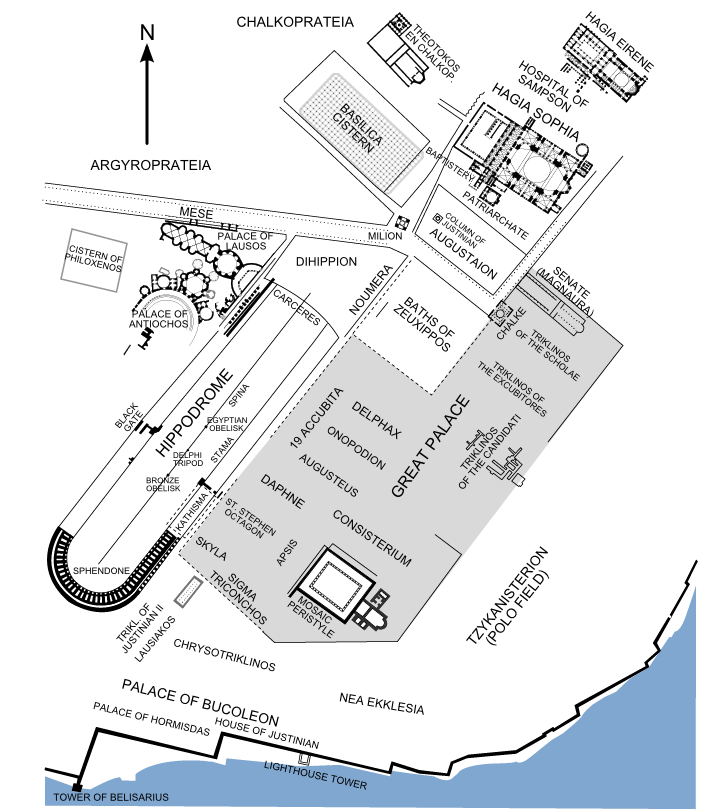
Mappa del Gran Palazzo e dei suoi dintorni. L'approssimata disposizione del Crisotriclinio si trova a sud, vicina al mare, al palazzo del Bucoleone e alla torre del faro.

Il Crisotriclinio (in greco Χρυσοτρίκλινος?, "sala dorata dei ricevimenti", cf. triclinium), latinizzata in Chrysotriclinus o Chrysotriclinium, era la principale sala di ricevimento cerimoniale del Gran Palazzo di Costantinopoli, dalla sua costruzione, nel tardo VI secolo, fino al X secolo. Il suo aspetto è noto solo attraverso descrizioni letterarie, soprattutto del X secolo in De ceremoniis, una raccolta di cerimonie imperiali, ma, come capo simbolo del potere imperiale, Carlo Magno si ispirò ad essa per far erigere la Cappella Palatina di Aquisgrana.

## Storia e funzioni

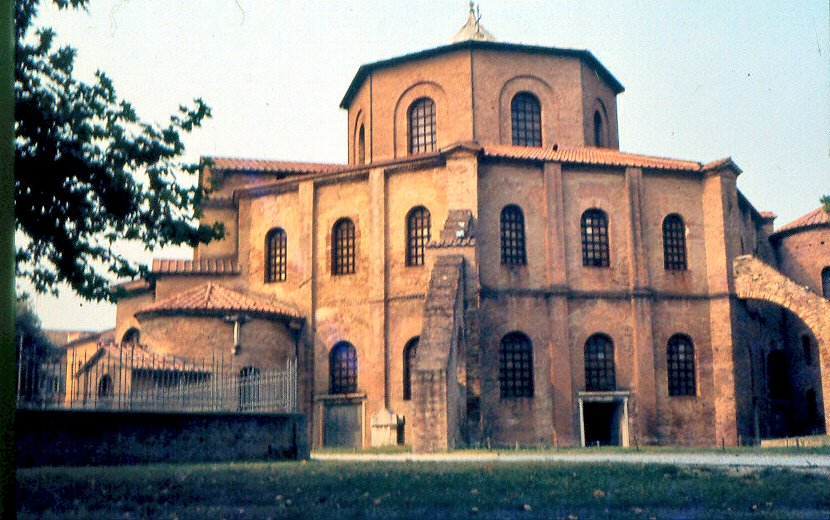
La Basilica di San Vitale a Ravenna. La sua forma è simile a quella del Crisotriclinio.

La costruzione della sala è attribuita all'imperatore Giustino II, con il suo successore, Tiberio II Costantino che fece apportare le finiture e le decorazioni. Tuttavia, le fonti bizantine presentano resoconti contrastanti: l'enciclopedia Suda attribuisce la costruzione a Giustino I e la Patria Costantinopolitana all'imperatore Marciano, anche se quest'ultima attribuzione è solitamente respinta come inaffidabile. Lo storico Giovanni Zonara scrisse che Giustino II aveva ricostruito un precedente edificio, ovvero la Sala ottagonale di Giustiniano I.
In seguito all'iconoclastia bizantina fu arricchita di nuovo sotto gli imperatori Michele III e Basilio I. A differenza dei precedenti edifici quali il Palazzo di Dafne del Gran palazzo, aventi scopo unico, questa univa insieme le funzioni della sala del trono, delle udienze pubbliche e di sala dei banchetti ufficiali. Dal momento che le camere imperiali successive vennero associate ad essa, la sala acquisì una posizione centrale nel palazzo cerimoniale di tutti i giorni, soprattutto nel IX e X secolo, al punto che Costantino VII Porfirogenito la chiamava semplicemente "il palazzo". In particolare, secondo il De ceremoniis, il Crisotriclinio serviva per il ricevimento delle ambasciate straniere, il conferimento cerimoniale di dignità, come punto di raccolta per le feste religiose e come sala dei banchetti per feste speciali, come la Pasqua.
Il Crisotriclinio divenne così la parte centrale del nuovo palazzo del Bucoleone, costruito quando l'imperatore Niceforo II Foca racchiuse dentro una cinta di mura la parte sud, verso il mare, del Gran palazzo. Dalla fine dell'XI secolo però, gli imperatori bizantini cominciarono a preferire il palazzo delle Blacherne, nell'angolo nord-occidentale della città, come loro residenza. Gli imperatori latini (1204-1261) usarono principalmente il Bucoleone, e così fece, per un certo tempo dopo la riconquista della città nel 1261, Michele VIII Paleologo mentre il Palazzo delle Blacherne era in fase di restauro. Successivamente il Gran Palazzo venne usato raramente e, poco a poco, cadde in rovina. Il Crisotriclinio è menzionato per l'ultima volta nel 1308, anche se le imponenti rovine del Gran palazzo rimasero al loro posto fino alla fine dell'impero bizantino.

## Descrizione
Nonostante la sua importanza e la menzione frequente nei testi bizantini, nessuna descrizione completa di esso è pervenuta. Da testimonianze letterarie frammentarie, la sala sembra essere stata a forma di ottagono coronata da una cupola, in parallelo ad altri edifici del VI secolo come la Chiesa di Sergio e Bacco a Costantinopoli e la Basilica di san Vitale a Ravenna. Il tetto era sostenuto da 8 archi, che formavano la Kamarai (abside o nicchia) e con 16 finestre. Le caratteristiche della sua forma vennero successivamente consapevolmente imitate da Carlo Magno nella costruzione della Cappella Palatina del palazzo di Aquisgrana, anche se San Vitale, essendo situata all'interno del suo regno, seguì lo stesso modello architettonico.

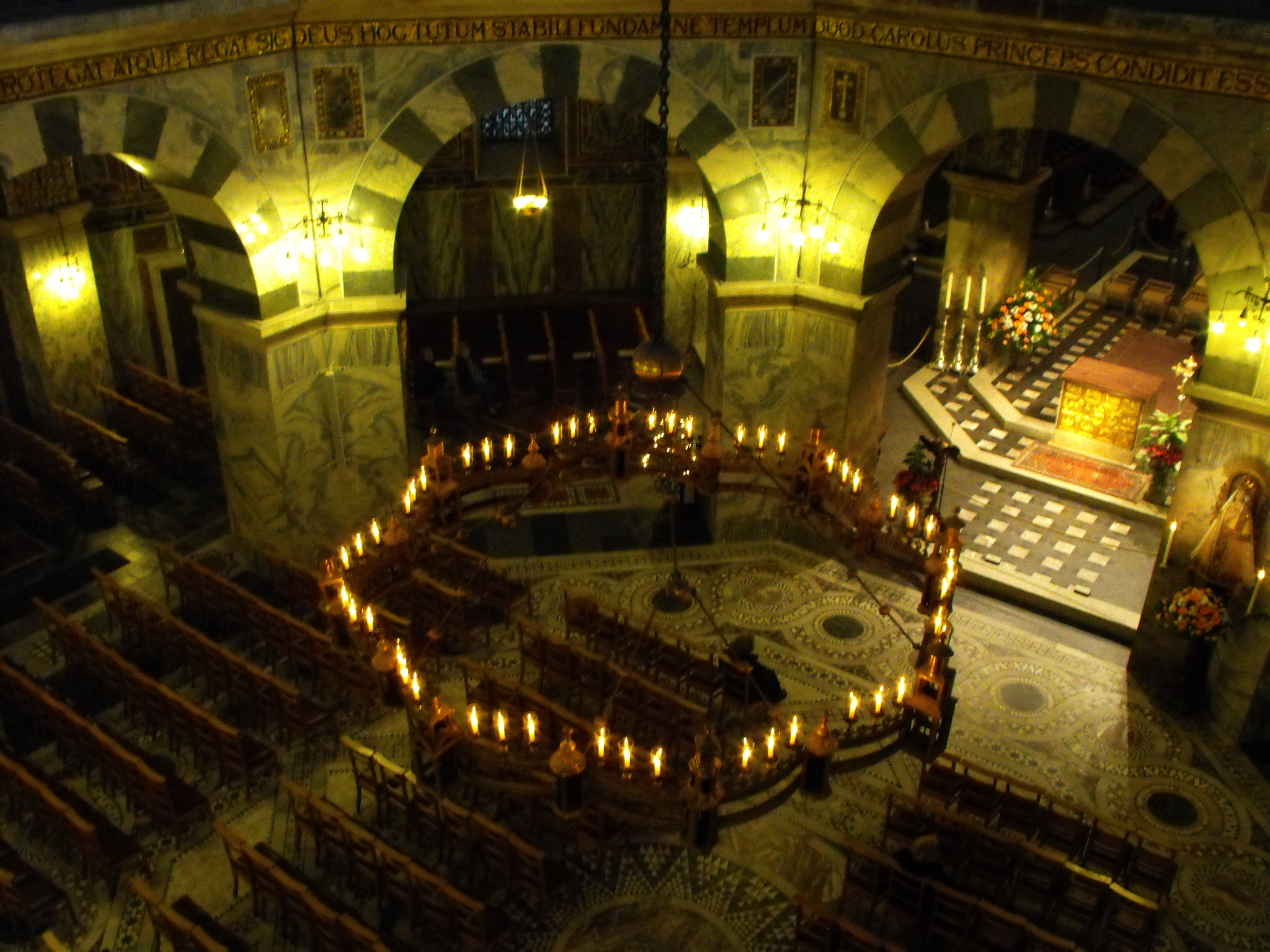
Interni dell'ottagonale cappella palatina di Aquisgrana, che venne costruita sul modello del Crisotriclinio.

Al suo interno, il trono imperiale era posto nell'abside orientale (il bimah), dietro una ringhiera di bronzo. L'abside nord-orientale era nota come l'"oratorio di San Teodoro". Conteneva la corona imperiale e una serie di reliquie, tra cui l'asta di Mosè, ed era anche uno spogliatoio per l'imperatore. L'abside meridionale portava alla camera da letto imperiale (koitōn), attraverso una porta d'argento realizzata dall'imperatore Costantino VII. L'abside settentrionale era conosciuta come il Pantheon, ed era una sala d'attesa per i funzionari, mentre l'abside nord-occidentale, il Diaitarikion, serviva da camera per un amministratore, ed era dove il papias (dignitario bizantino) del palazzo depositava le sue chiavi, simbolo del suo ufficio, dopo la cerimonia di apertura della sala ogni mattina. La sala principale del Crisotriclinio era circondata da un certo numero di annessi e sale: i vestiboli noti come Tripeton, Horologion (chiamato così in quanto custodiva una meridiana), la sala del Kainourgion ("Nuova [Sala]") e le sale Lausiakos e Justinianos, entrambe attribuite a Giustiniano II. La chiesa della Vergine di Pharos, cappella principale del palazzo, era situata nei pressi, a sud o a sud-est.
Nulla si sa della sala originaria del VI secolo. Tuttavia, a seguito del divieto di rappresentare forme umane sotto l'iconoclastia, venne rinnovata, forse tra l'856 e l'866, con mosaici in stile monumentale. L'ambasciatore della fine del X secolo, Liutprando di Cremona, non esitò a chiamarla "la sala più bella del palazzo". Sopra il trono imperiale c'era un'immagine di Cristo in trono, mentre un'altra, sopra l'ingresso, raffigurava la Vergine Maria, con l'imperatore Michele III e il Patriarca Fozio nelle vicinanze. Altrove era raffigurata la corte celeste, con gli angeli, i sacerdoti e i martiri. La decorazione globale era destinata a rafforzare l'analogia tra la corte celeste di Cristo e la sua controparte bizantina sulla terra.
La sala conteneva raffinati mobili, come il Pentapyrgion ("cinque torri"), un baldacchino fatto costruire dall'imperatore Teofilo che conteneva dei vasi preziosi, corone ed altri oggetti di valore. Durante i banchetti imperiali, veniva sistemata una tavola principale dorata per trenta dignitari di alto rango, oltre che altre, da due a quattro, ulteriori tavole per 18 persone ciascuna. A volte, l'imperatore siedeva da solo al proprio tavolo. Lo splendore cerimoniale completo della sala era riservato alle occasioni speciali, come i banchetti in onore degli inviati arabi, descritti nel De ceremoniis: luci aggiuntive erano fornite da grandi lampadari, insegne imperiali, cimeli e altri oggetti preziosi portati da diverse chiese e sistemati nelle absidi, mentre il pasto era accompagnato da musica eseguita da due organi d'argento e due d'oro, collocati nel portico, e dai cori della Basilica di Santa Sofia e della Chiesa dei Santi Apostoli.